# Dobropoljana
Dobropoljana je naselje u istoimenoj uvali na sjeveroistočnom dijelu otoka Pašmana. Nalazi se ispod najvišeg vrha na otoku (Bokolj, 274 m). Gospodarska je osnova poljodjelstvo, vinogradarstvo, maslinarstvo, ribarstvo i pomorstvo. Lučica je zaštićena od južnih i zapadnih vjetrova i osigurava dobro zaklonište manjim jahtama. Prvi put se spominje 1270., a intenzivnije naseljena u 17. stoljeću izbjeglim stanovništvom iz zadarskog zaleđa. 
Podrijetlom iz Dobropoljane je i Krešimir Ćosić, hrvatski košarkaš i trener.

## Stanovništvo
| broj stanovnika | 164   | 159   | 180   | 225   | 243   | 263   | 300   | 304   | 341   | 338   | 314   | 398   | 278   | 402   | 274   | 279   | 278   |
|                 | 1857. | 1869. | 1880. | 1890. | 1900. | 1910. | 1921. | 1931. | 1948. | 1953. | 1961. | 1971. | 1981. | 1991. | 2001. | 2011. | 2021. |